# Media w Korei Północnej
Media w Korei Północnej zaliczają się do najmniej wolnych, jako że cenzurowane są zarówno informacje wychodzące, jak i przychodzące. Pomimo że Konstytucja gwarantuje swobodę wypowiedzi i wolność prasy, w praktyce przepisy te nie są stosowane. Według raportu na temat wolności mediów organizacji Reporterzy bez Granic z 2017 roku Korea Północna zajęła ostatnie, 180 miejsce.
Na terytorium państwa jedynym źródłem informacji pozostaje państwowa agencja informacyjna Koreańska Centralna Agencja Prasowa.

## Wprowadzenie

### Wolność prasy
Zgodnie z art. 53 Konstytucji Korei Północnej obowiązuje wolność słowa i prasy, ale tylko pod warunkiem, że są to wypowiedzi prorządowe lub propartyjne (chodzi o Partię Pracy Korei). Zgodnie z zaleceniami Kim Dzong Ila, zawartymi w jego książce Wskazówki dla dziennikarzy, gazety powinny drukować artykuły wychwalające wodza, adorujące go i przedstawiające go jako wielkiego rewolucyjnego przywódcę. Między innymi z tego względu media w Korei Północnej są zazwyczaj stronnicze i służą jako narzędzie szerzenia propagandy. Wszyscy dziennikarze są członkami Partii Pracy Korei, a ci, którzy się jej nie podporządkowują, skazywani są na kary pozbawienia wolności lub ciężkie roboty nawet za niewielkie błędy. Dozwolone są wyłącznie media prorządowe, natomiast informacje na temat gospodarczych i politycznych problemów lub media zagraniczne krytykujące reżim są całkowicie zakazane.

### Kult jednostki
Media kształtowały kult Kim Dzong IIa, regularnie donosząc o najmniejszych szczegółach z jego życia codziennego i każdym jego posunięciu. Wcześniej media tytułowały Kim Dzong IIa jako „Drogiego Przywódcę”, ale praktyka ta została porzucona w 2004 roku.

### Krajowe i zagraniczne relacje
Chociaż niektóre zagraniczne relacje są przekazywane przez KRLD, większość jest okrojona lub podawana kilka dni po danym wydarzeniu, jak było w przypadku tragedii w Ryongch’ŏn w 2004 roku.
Media odgrywały również istotną rolę polityczną, wspierając antyrządowe demonstracje w Korei Południowej, pod koniec lat 80. rozpoczęły kampanię zachęcającą obywateli Korei Południowej do walki z rządem bez kompromisów i ustępstw, używając fałszywych opinii o demonstrantach jako o walczących za komunizm, którzy raczej występowali w obronie liberalnej demokracji. Wciąż kontynuuje się wspieranie antyrządowych grup w Korei Południowej, cytując przedstawicieli różnych ugrupowań atakujących politykę rządu, wzywających do zagwarantowania wolności i demokracji. Od 1 stycznia do 22 czerwca 2009 roku Korea Północna i jej media miały wyrazić się pogardliwie na temat prezydenta Korei Południowej aż 1700 razy, czyli średnio 9,9 razy dziennie.

## Telewizja i radio
Odbiorniki radiowe są dokładnie sprawdzone przez policję, jako że te odbierające kanały zagraniczne są zabronione.
Niektóre programy w Korei Północnej są regularnie analizowane przez Ministerstwo Zjednoczenia w Seulu, które zajmuje się wymianą medialną oraz stosunkami granicznymi.

## Internet
Dostęp do Internetu mają tylko północnokoreańskie elity państwowe. Dostęp do sieci zapewnia tajne łącze z Chin. W niektórych szkołach oraz instytucjach państwowych istnieje dostęp do zamkniętej sieci komputerowej Kwangmyong. Sieć ta umożliwia połączenie internetowe z krajowymi stronami internetowymi i usługami poczty elektronicznej. Facebook i YouTube są zablokowane od 2016 roku.

## Dostęp do zagranicznych mediów
Większość stacji zagranicznych jest zagłuszana, ponieważ uważa się je za wrogie wobec reżimu. W Korei Północnej popularnością cieszą się przemycane z Chin filmy DVD. Dostęp do niezależnych źródeł zapewniają także nielegalnie odbierane stacje telewizyjne i radiowe oraz dostarczane za pomocą balonów z Korei Południowej ulotki, płyty DVD, pamięć USB i radia tranzystorowe. Balony wysyła organizacja Bojownicy o Wolną Koreę Północną.